# Census of Marine Life
Census of Marine Life (Spis morskich form życia), w skrócie CoML – jeden z największych międzynarodowych projektów badawczych różnorodności i sposobu rozmieszczenia organizmów morskich, łączący 2700 naukowców z ponad 80 krajów świata. Celem badań prowadzonych w ramach programu było dostarczenie podstaw do opracowania polityki ochrony szczególnie wrażliwych obszarów morskich, wyznaczenia obszarów morskich wymagających ochrony oraz stworzenia globalnej sieci obszarów chronionych przed agresywnymi połowami. Program jest wspierany przez wiele organizacji rządowych związanych z nauką, środowiskiem i rybołówstwem, oraz przez prywatne fundacje i korporacje. Partnerami projektu są Encyclopedia of Life i National Geographic Society. 
Badania i analizy prowadzone były w 17 projektach w sześciu strefach oceanicznych. Zakończenie badań zaplanowano na październik 2010 roku. We wstępnym zestawieniu wyników wymieniono ponad 5000 nowych gatunków morskich. W ciągu 10 lat badań naukowcy spędzili na morzu ponad 9000 godzin w trakcie ponad 540 ekspedycji. Opublikowano 2600 prac naukowych. Przedstawiony został ostateczny raport z badań. Dane o bioróżnorodności oceanów zestawiono w utworzonej bazie Ocean Biogeographic Information System (OBIS).

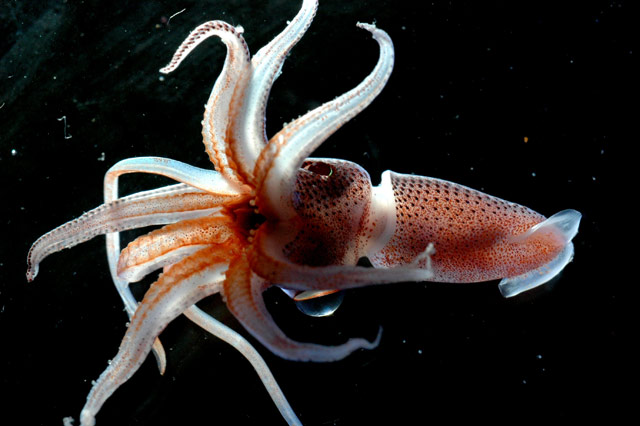
Histioteuthis sp. Zdjęcie wykonane w ramach projektu (L. Madin, NOAA, Census of Marine Life, 2006)